# Homalictus fijiensis
Homalictus fijiensis (лат.) — вид пчёл рода Homalictus из семейства Halictidae. Эндемик Фиджи.

## Распространение
Острова Океании: Фиджи. На высотах от побережий до 1 км.

## Описание
Пчёлы мелкого размера (около 5 мм). От близких видов отличаются следующими признаками: надклипеальная область в основном умеренно скульптирована, места прикрепления антенн и параокулярная область не сильно вдавлены, наличник в основном мелкозернистый, лоб имеет вертикальные бороздки, а скапус проходит на уровне переднего края или ниже медиального глазка. Кроме того, гениталии самцов H. fijiensis уникальны тем, что гоностили направлены как проксимально, так и кзади. У самок скапус не выходит за задний край медиального глазка, а проподеум имеет сильную переднюю медиальную борозду. Кроме того, самок можно отличить от некоторых видов (кроме H. hadrander, H. ostridorsum и H. tuiwawa) плотной средней линией из щетинок на пигидиальной пластинке. Основная окраска зеленоватая и чёрная. Голова и грудь покрыты волосками (опушение самок более плотное и длинное); длинные волоски на нижней стороне брюшка. Мандибулы могут быть простыми или двузубчатыми. Проподеум имеет слабый киль вдоль заднего спинного края. На задних голенях несколько шипиков. Когти всех исследованных образцов были расщеплены. Базальная жилка переднего крыла изогнутая. Язычок короткий. Ведут одиночный образ жизни. Гнездятся в почве.

## Классификация
Таксон впервые был описан в 1928 году под названием Halictus fijiensis Perkins & Cheesman, 1928 по материалам из Фиджи, а его валидный статус был подтверждён в 2019 году в ходе ревизии рода, проведённой австралийскими энтомологами Джеймсом Дори, Майклом Шварцом и Марком Стивенсом (South Australian Museum, Аделаида, Австралия). Пчёлы из трибы Halictini подсемейства Halictinae.